# Handwagen

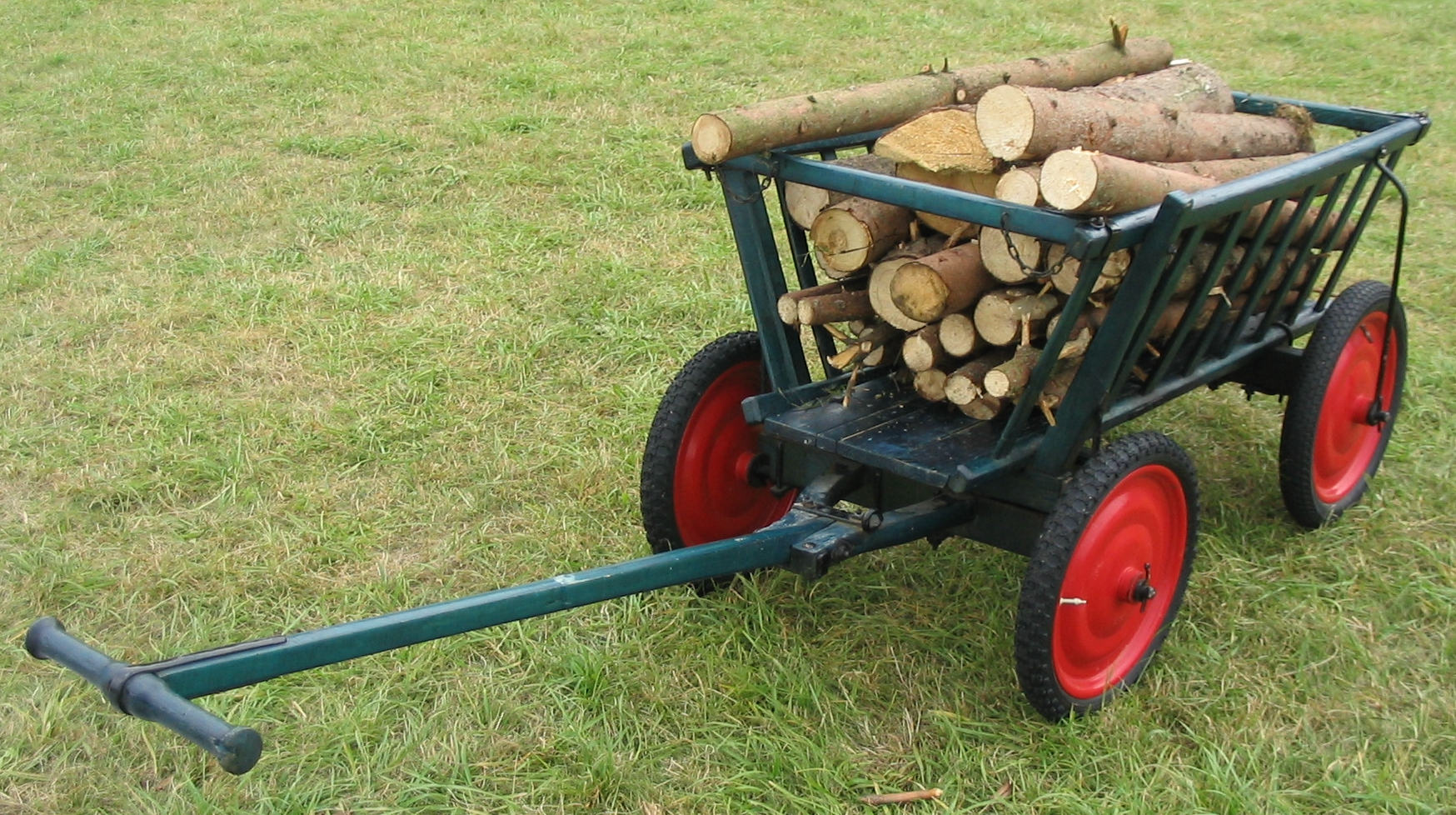
Ein beladener Leiterwagen

Ein Handwagen ist ein unmotorisiertes Gefährt, mit dem Fußgänger Lasten durch Zug oder Schub transportieren können. Es gibt verschiedene Ausführungen, die nach Anzahl von Rädern und Achsen unterschieden werden. Als Handwagen werden vierrädrige Gefährte bezeichnet. Geschoben werden beispielsweise Einkaufswagen, Kinderwagen, Puppenwagen und Marktchaise. Ein Handwagen mit geleitertem Aufbau ist ein kleiner Leiterwagen. Handkarren haben dagegen ein bis drei Räder.

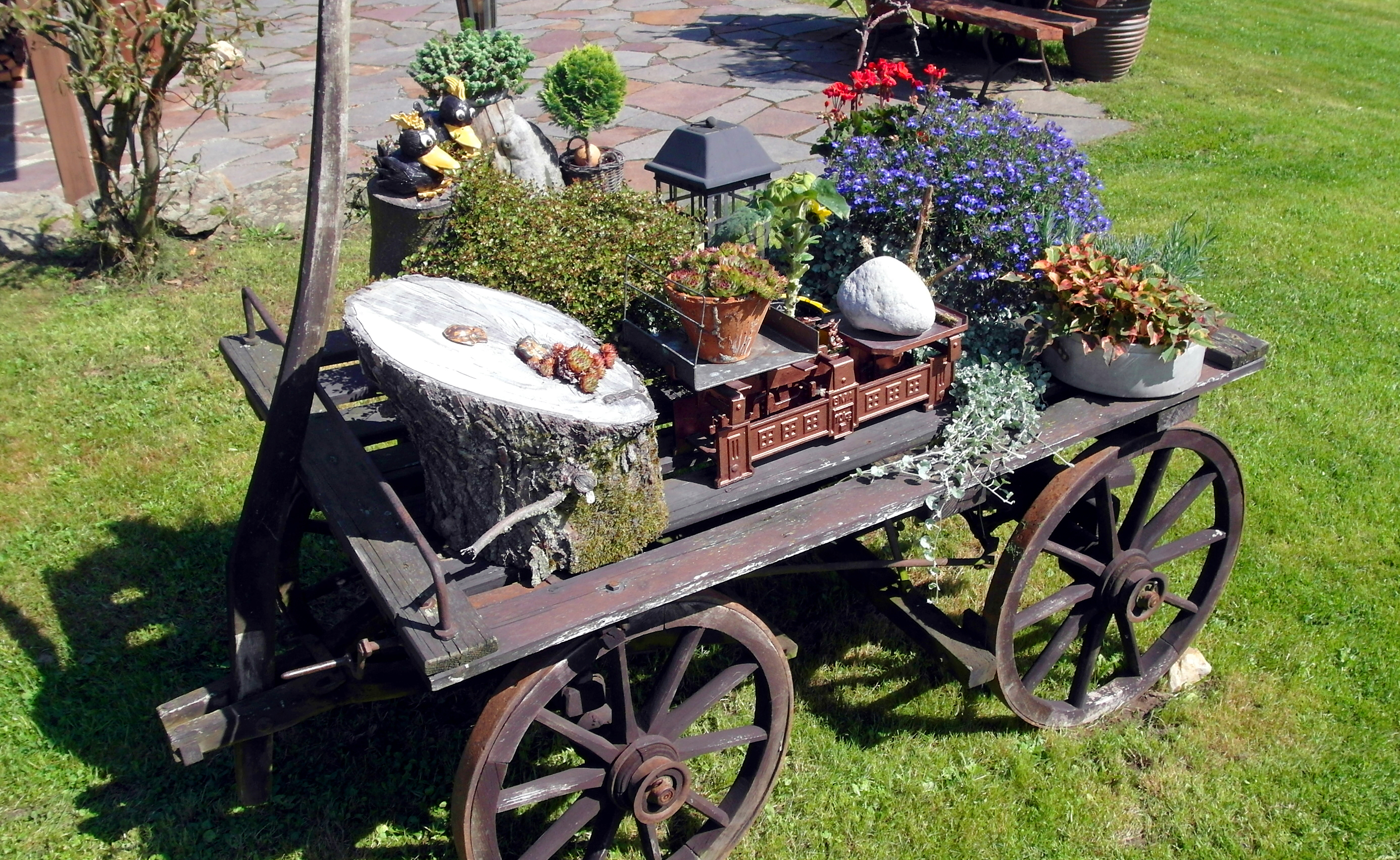
Handwagen als Gartenschmuck, 2017

Handwagen dürfen am öffentlichen Straßenverkehr teilnehmen, wobei der Gesetzgeber in Deutschland in § 65 Abs. 1 Satz 2 StVZO bestimmt, dass diese keine Bremse benötigen.
Bei Dunkelheit muss ein Handwagen beleuchtet sein. Das wird in § 17 StVO Absatz 5 verfügt: „Wer zu Fuß geht und […] Handfahrzeuge mitführt, hat mindestens eine nach vorn und hinten gut sichtbare, nicht blendende Leuchte mit weißem Licht auf der linken Seite anzubringen oder zu tragen.“ Siehe auch § 66a StVZO Absatz 1 Satz 3. An diese Leuchte werden keine weiteren Anforderungen gestellt. Ein Windlicht oder eine Fackel würden genügen. Taschenlampen sind hingegen ungeeignet, da sie nur in eine Richtung leuchten und zudem oft blenden.
Verschiedene Handwagen werden auch in der Armee benutzt, so bei der Bundeswehr als Transportkarre Sanitätsausstattung beim fußbeweglichen Arzttrupp, als Handwagen 4-Rad 0,5 t Plattform, als Fernmeldegeräte-Karre, Stirnbügelhandwagen für elo-Geräte, Prüfgerätewagen Elo oder Stirnwandwagen 500 kg Tragfähigkeit.

## Bollerwagen

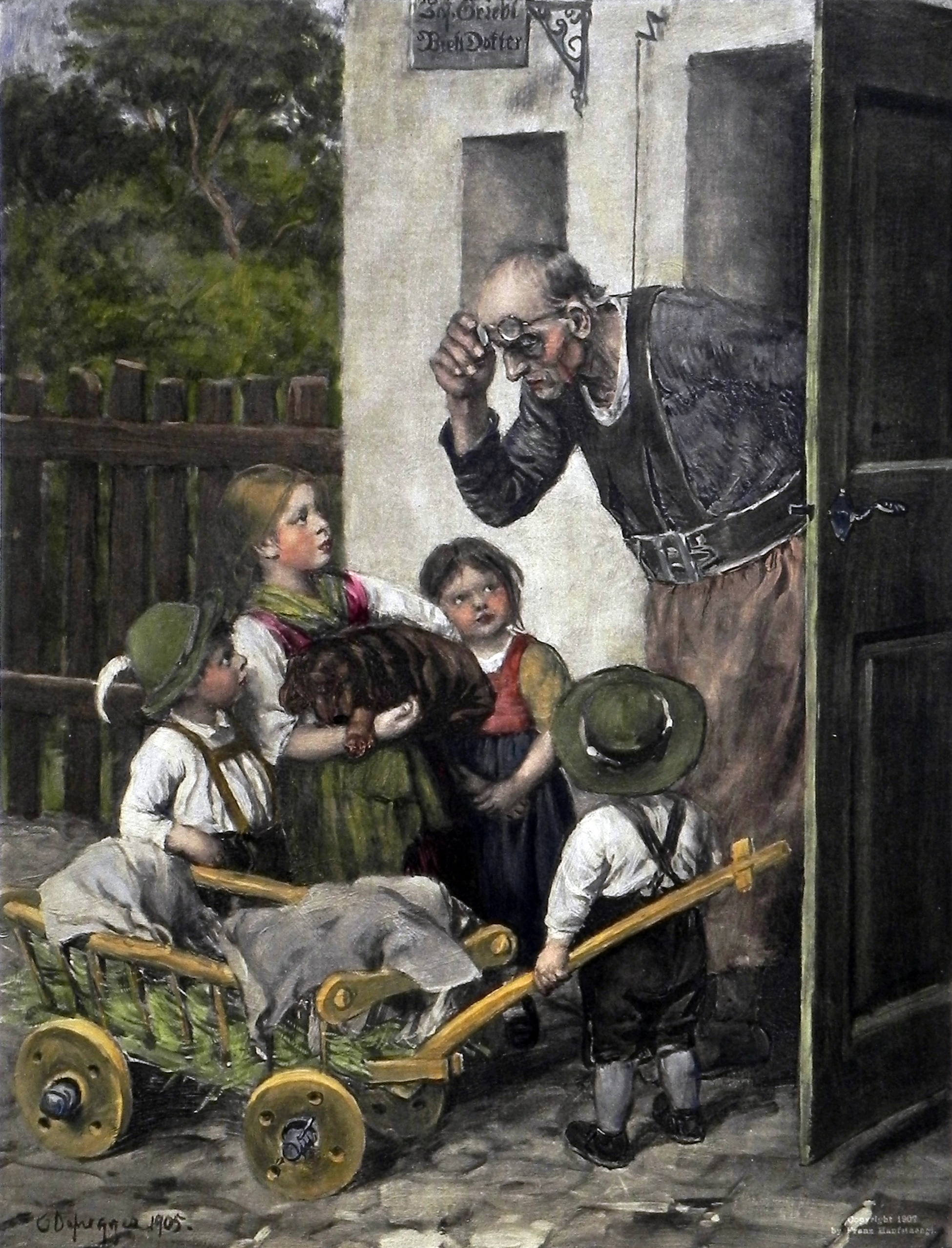
Franz v. Defregger: Schwer erkrankt (1905)

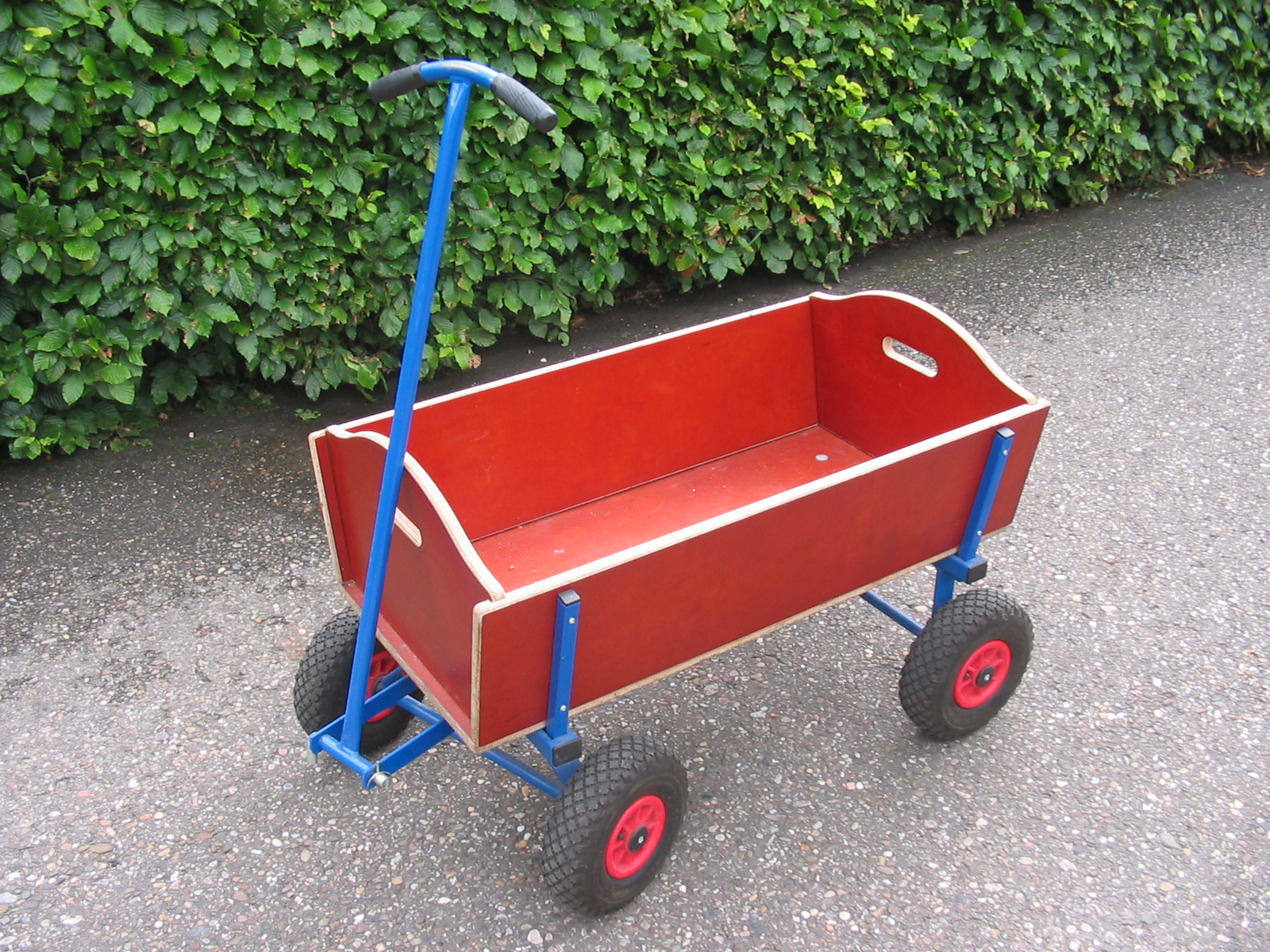
Bollerwagen (modern)

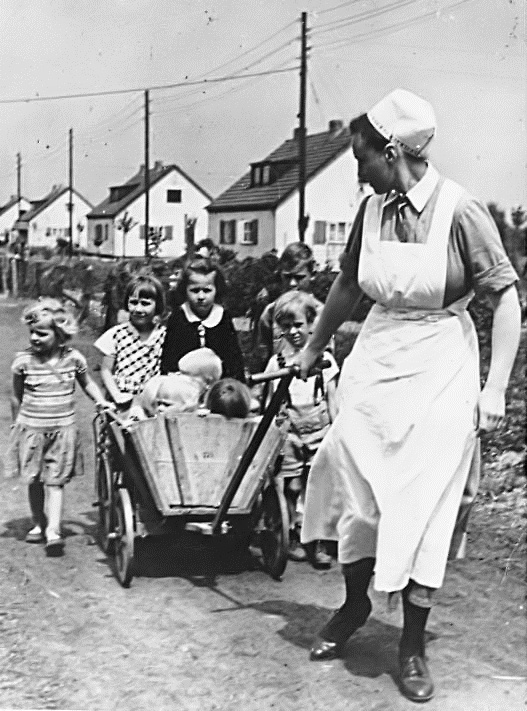
NSV-Schwester mit Kindern (1943)

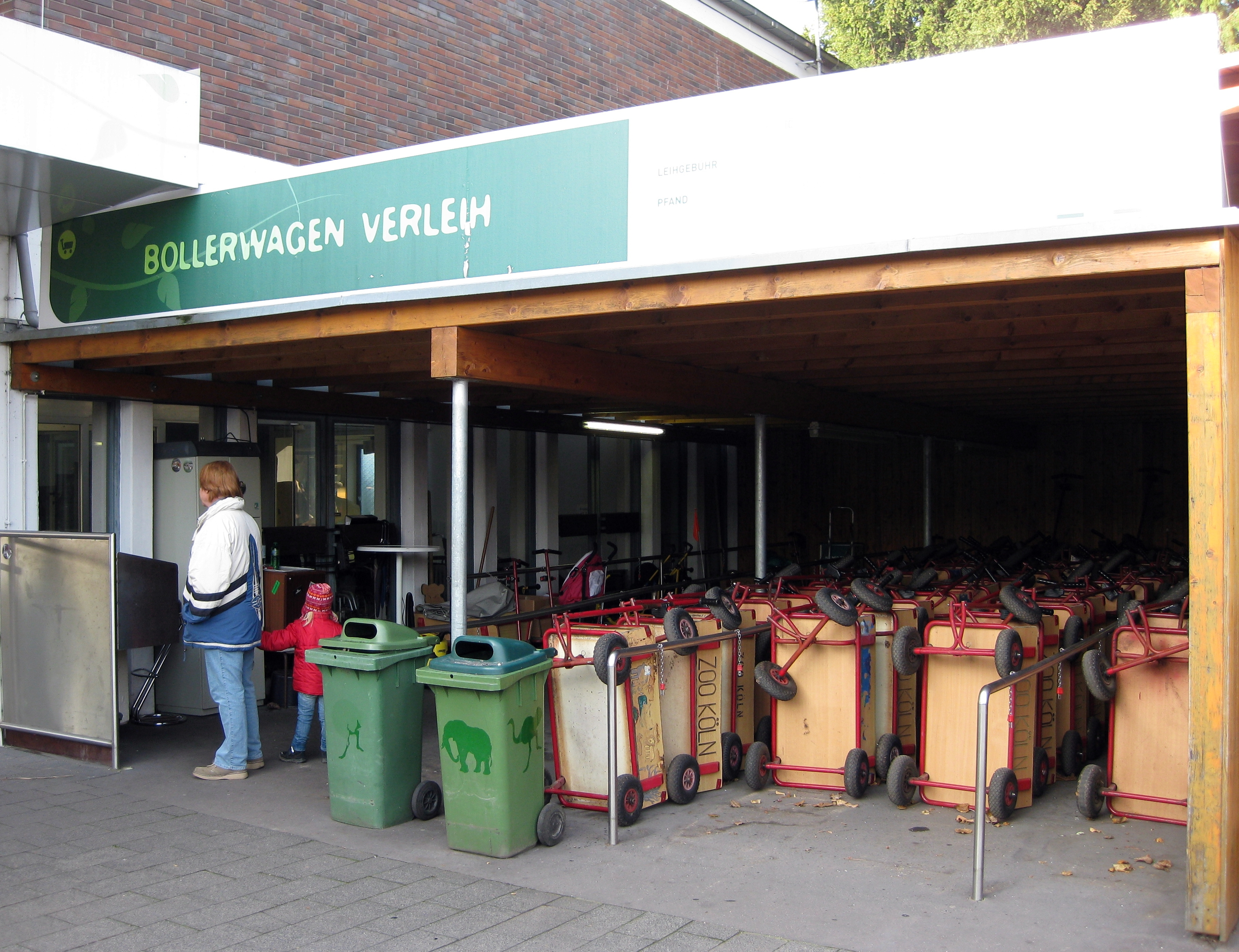
Verleihstation für Bollerwagen, Kölner Zoo

Der Begriff Bollerwagen bezeichnet vor allem in Norddeutschland einen kleinen, vierrädrigen Handwagen mit einer Deichsel zum Transport von Lasten. Er wird als Transportmittel oder von Kindern zum Spielen benutzt. Bollerwagen gibt es in verschiedenen Ausführungen, von einfachen Wagen mit Rohrrahmen, Kunststoffrädern und sonstigen Kunststoffteilen bis zu hochwertigen Wagen komplett aus Holz mit Edelstahl-Achsen und -schrauben sowie mit großen, kugelgelagerten Metallrädern.
Die scherzhafte Bezeichnung stammt wohl von dem „bollernden“, polternden Geräusch, das die früher mit Eisen bereiften Holzräder auf dem Kopfsteinpflaster machten. In einigen Gegenden Hollands ist der Bollerwagen auch als Bolderkar bekannt, was wohl so viel wie „polternde Karre“ bedeutet.

## Nutzung

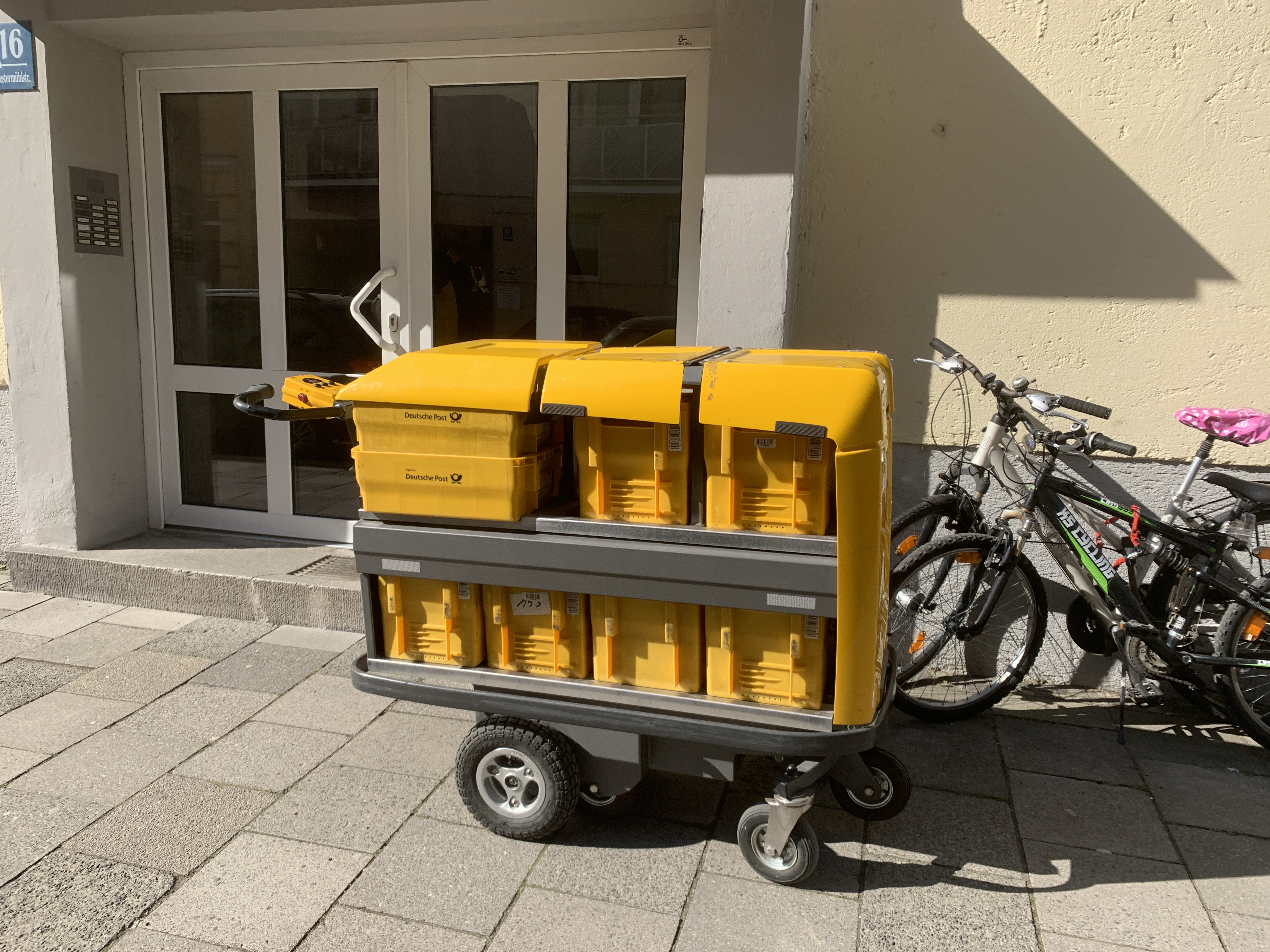
Handwagen der Deutschen Post AG mit Elektromotor (2020)

Vor allem in Norddeutschland wird der Bollerwagen immer noch als Transportmittel eingesetzt, besonders im Urlaub oder bei Ausflügen. Auf den fünf autofreien ostfriesischen Inseln ist er ein alltägliches Transportmittel. Auch in der Literatur wird er erwähnt, beispielsweise spielt der Handwagen von Mutter Courage in dem Drama Mutter Courage und ihre Kinder eine wichtige Rolle.
Bei norddeutschen Kohlfahrten werden traditionell in einem Bollerwagen alkoholische Getränke (z. B. Bier und Korn) mitgenommen, die anlässlich der Spiele (z. B. Boßeln) oder sonstiger Unterbrechungen der Wanderung (z. B. Wegkreuzungen, Kurven) ausgeschenkt werden. Ähnlich den Kohlfahrten findet der Bollerwagen auch bei Vatertags- und Maitouren Einsatz.
Mittlerweile hat sich in Deutschland eine Tuning-Szene entwickelt, deren Ziel das Aufmotzen ihres Bollerwagens darstellt. Unter dem Motto „Pimp My Bollerwagen“ werden Lichtanlagen, Soundsysteme oder Getränkehalter für die Unterwegs-Versorgung installiert. Im Internet beschäftigen sich Foren mit diesem Thema.
In den Alpen wurde traditionell ein Handwagen mit eingespanntem Sennenhund zum Transport von Milch benutzt. Ähnliche Gespanne gibt es auch im Hundesport.
Bei der Deutschen Post sind seit vielen Jahrzehnten Zustellwagen in Betrieb (mittlerweile auch mit Elektromotor).

### Flucht und Nachkriegszeit
Der Bollerwagen ist auf vielen Fotos aus der Zeit von Flucht und Vertreibung zu sehen, beladen mit allem, was die Menschen noch besaßen. Oft saßen noch Kinder oder die Alten darauf. In der nachfolgenden Zeit des Schwarzhandels und der lebensnotwendigen Hamsterfahrten war der Bollerwagen ein wichtiges Transportmittel.

## Handkarren

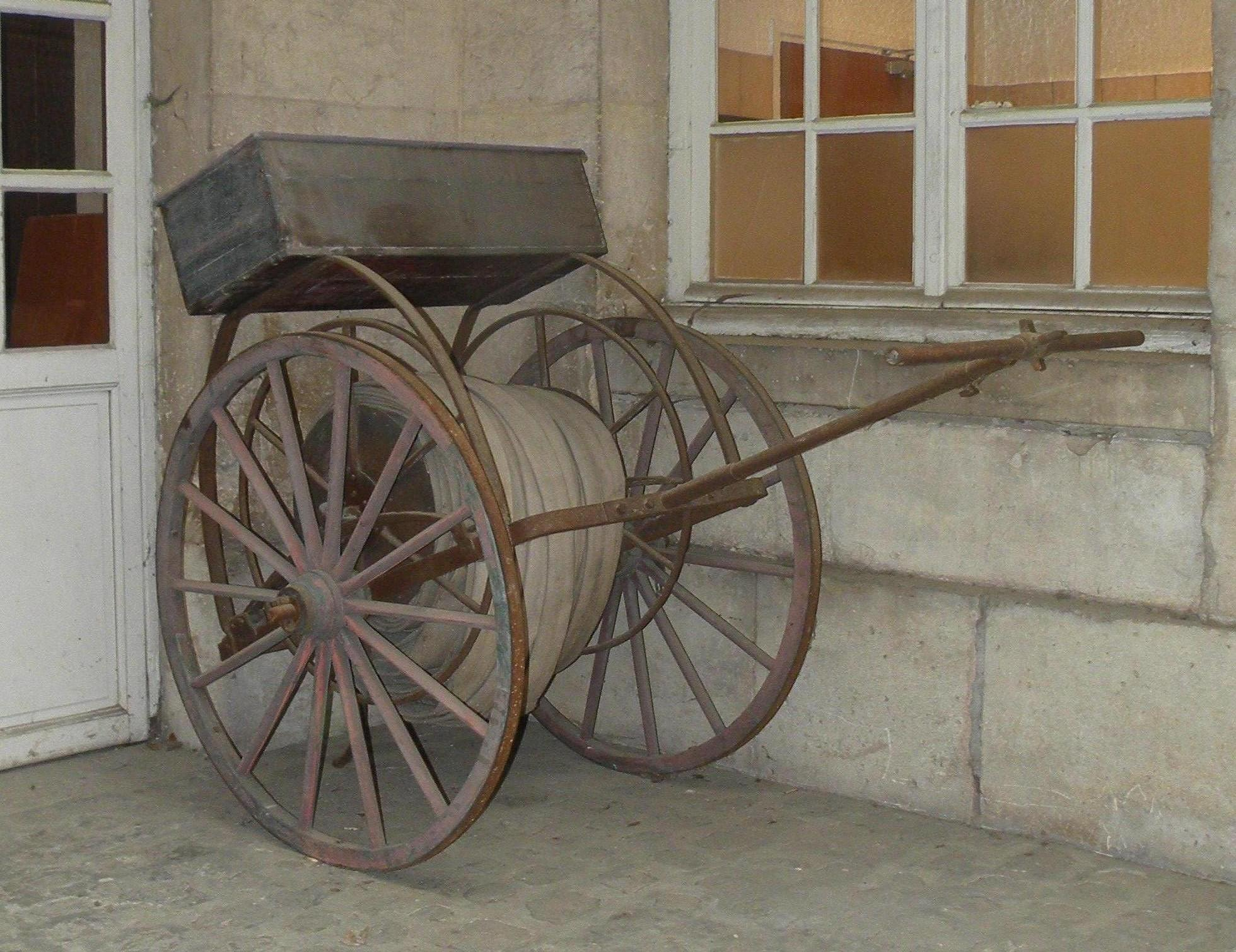
Handkarre mit Schlauchhaspel in Compiègne, Frankreich.

Ein einachsiges Gefährt mit ein bis drei Rädern zum Ziehen oder Schieben wird meist als Handkarren bezeichnet. Zweirädrige Handkarren zum Ziehen können oftmals auch als Fahrradanhänger verwendet werden.
Handkarren mit zwei relativ großen Rädern und zwei Schiebegriffen ähnlich einer Schubkarre wurden in früherer Zeit vor allem für Transporte innerorts benutzt. Kaufleute lieferten damit Waren aus, Handwerker holten damit Material oder brachten fertige Arbeiten zum Kunden. Auch Dienstmänner hatten oft einen solchen Handkarren, um damit beispielsweise Gepäck vom Bahnhof ins Hotel zu transportieren.
Verwendung findet der Handkarren bei der Bundeswehr für den Transport von Pioniergerät und sonstigen sperrigen Ausrüstungsteilen, umgangssprachlich auch Pi-Karre bezeichnet.
Verwendung fand der von Pferden gezogene Karren bis in den Zweiten Weltkrieg auch als Infanteriekarren, als die Infanterie noch nicht motorisiert war, um schwere Ausrüstung und Munition zu transportieren.
Handwagen können auch mit Unterstützung von Hunden als Hundewagen gezogen werden.
Kann die Vorder- und Rückwand eines Karrens abgenommen werden, kann Langgut (unter den verbleibenden, obenliegenden Querstreben) auch tiefliegend transportiert werden.
Heute werden bei längeren Expeditionen Zugkarren in offenem und teilbedecktem Gelände ebenso wie Pulkas bei Schnee eingesetzt, um Wasser bei Wassermangel in trocken-heißen Regionen und größere Mengen Verpflegung sowie Ausrüstung zu transportieren. Die zweirädrige Zugkarre für das Trekking wird auch als Wanderanhänger oder Trekkingkarre bezeichnet.
Dreirädrige Handkarren kommen bei der Werbemittelverteilung und Postzustellung zum Einsatz, aber auch in der Freizeit und werden in der Lagerlogistik eingesetzt. Spezielle Konstruktionen dienen als Verkaufsstände.
Weitere Ausführungen sind der Kofferkuli auf Bahnhöfen und Flughäfen, die einachsige Schubkarre zum Schieben und die ebenfalls geschobene Sackkarre.